# Крикливське (заповідне урочище)
Крикливське — заповідне урочище місцевого значення. Об'єкт розташований на території Городенківського району Івано-Франківської області, село Ясенів-Пільний.
Площа — 7,6000 га, статус отриманий у 1983 році.